# Red Slovenske vojske
Red Slovenske vojske je visoko odlikovanje Slovenske vojske, ki ga podeli Ministrstvo za obrambo Republike Slovenije:
- častnikom Slovenske vojske, delavcem ministrstva, vojaškim poveljstvom, enotam, zavodom ter organom v sestavi in notranjim organizacijskim enotam ministrstva za izjemen prispevek pri krepitvi in razvoju Slovenske vojske in
- tujim državljanom, organom in organizacijam za uspešno sodelovanje s Slovensko vojsko in z ministrstvom.

Za vojne zasluge se podeljuje red Slovenske vojske z meči, za mirnodobne zasluge pa red Slovenske vojske. Red Slovenske vojske se praviloma podeli tujemu vojaškemu atašeju, ko zapušča Republiko Slovenijo, če je opravljal to dolžnost najmanj eno leto. Red Slovenske vojske se lahko podeli tudi posmrtno. Odlikovanje je opredeljeno v Pravilniku o priznanjih Ministrstva za obrambo.

## Stopnje

### Red Slovenske vojske na lenti
Red Slovenske vojske na lenti se lahko podeli častnikom na najvišjih dolžnostih v Slovenski vojski ali delavcem ministrstva na vodstvenih položajih ter poveljstvom, enotam in zavodom Slovenske vojske za izjemno pomemben, dolgoleten prispevek pri krepitvi in razvoju Slovenske vojske.
- Nosilci:

- seznam nosilcev reda Slovenske vojske na lenti z meči
- seznam nosilcev reda Slovenske vojske na lenti

### Red Slovenske vojske z zvezdo
Red Slovenske vojske z zvezdo se lahko podeli častnikom, poveljstvom, enotam ter zavodom Slovenske vojske, delavcem na vodstvenih položajih, organom v sestavi ter organizacijskim enotam ministrstva za pomemben, dolgoleten prispevek pri krepitvi in razvoju Slovenske vojske.
- Nosilci:

- seznam nosilcev reda Slovenske vojske z zvezdo in meči
- seznam nosilcev reda Slovenske vojske z zvezdo

### Red Slovenske vojske
Red Slovenske vojske se lahko podeli častnikom, poveljstvom, enotam ter zavodom Slovenske vojske, delavcem na vodstvenih položajih, organom v sestavi in organizacijskim enotam v ministrstvu za pomembne uspehe in zasluge pri krepitvi Slovenske vojske.
- Nosilci:

- seznam nosilcev reda Slovenske vojske z meči
- seznam nosilcev reda Slovenske vojske

## Opis
Priznanje red Slovenske vojske vseh treh stopenj je oblikovano kot oznaka pripadnosti Slovenski vojski, izza katere enakomerno izhajajo na vse strani porazdeljeni srebrni žarki. Na zadnji strani priznanja so vgravirani ime in priimek nosilca ter leto podelitve. Priznanje za vojne zasluge ima dodana prekrižana meča. Priznanja vseh treh stopenj so izdelana iz srebra.

## Nošnja
- red Slovenske vojske na lenti se nosi na lenti, ki pada z desne rame proti levemu boku. Lenta je svetlo modre barve.
- red Slovenske vojske z zvezdo je oblikovan kot zvezda in se nosi na levi strani prsi.
- red Slovenske vojske je oblikovan kot okrogla medalja.

## Nadomestne oznake
Nadomestne oznake za red Slovenske vojske so:
- za red Slovenske vojske na lenti moder pravokotnik, ki ima na sredi rdečo črto na kateri je oznaka pripadnosti Slovenski vojski, ki je obdana z zelenim lipovim vencem;
- za red Slovenske vojske z zvezdo moder pravokotnik, ki ima na sredi rdečo črto na kateri je oznaka pripadnosti Slovenski vojski, ki je obdana z zlatim lipovim vencem;
- za red Slovenske vojske moder pravokotnik, ki ima na sredi rdečo črto.[2]